# سنگ لیانگ
سنگ لیانگ (انگلیسی: Seng Liang؛ زادهٔ ۲۷ ژانویهٔ ۱۹۱۳) وزنه‌بردار اهل چین بود. وی در بازی‌های المپیک تابستانی ۱۹۳۶ شرکت کرده‌است.